# Olivier Pardini
Olivier Pardini, nascido a  30 de julho de 1985 em Oupeye, é um ciclista belga que foi profissional entre 2011 e 2018.

## Palmarés
2014
- 1 etapa do Tour de Sibiu

2015
- Ronde van Midden-Nederland

2016
- Istrian Spring Trophy
- 1 etapa do Volta à Normandia
- Circuito das Ardenas, mais 1 etapa